# La Merced (Antigua Guatemala)

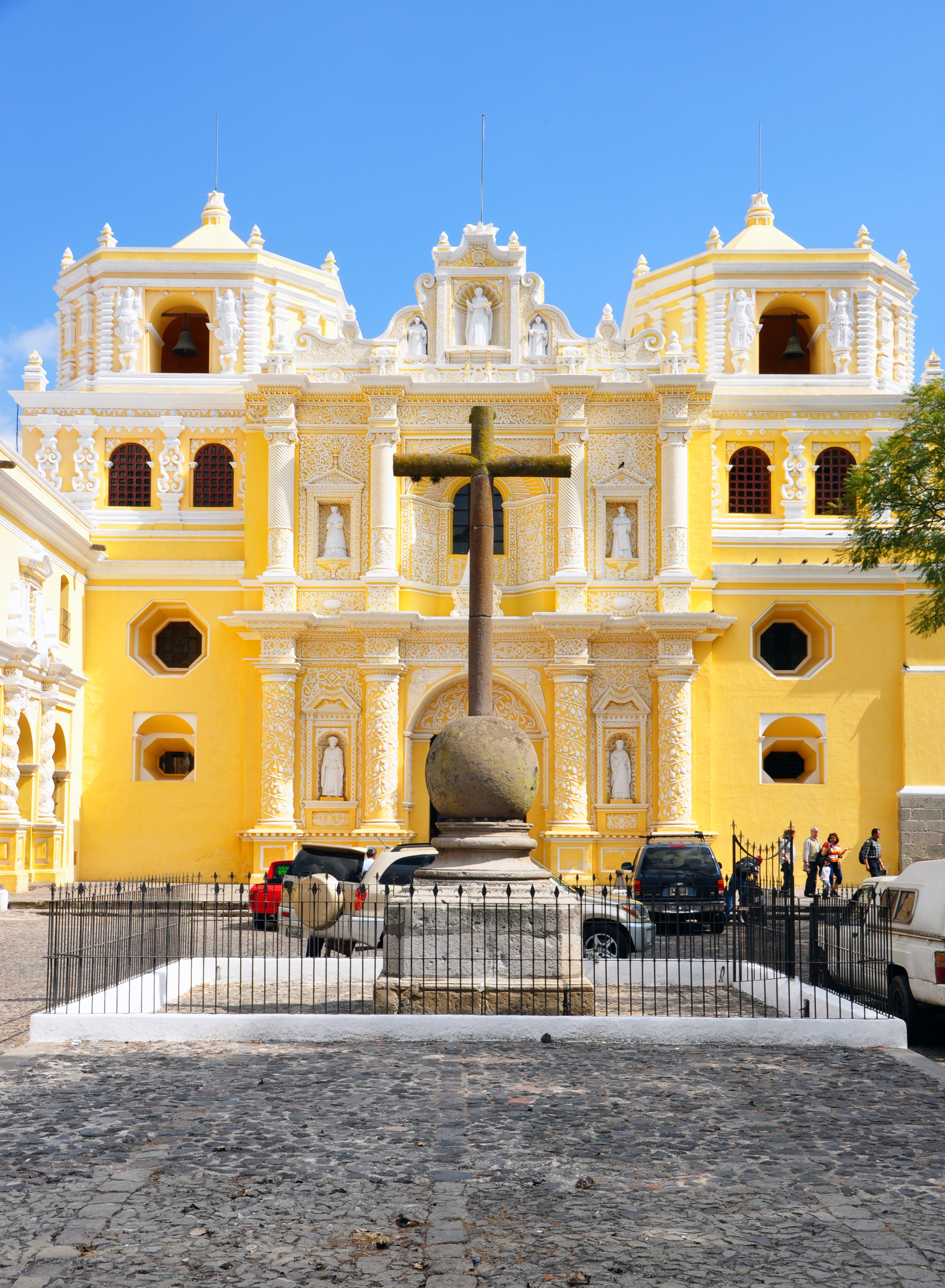
Iglesia La Merced in Antigua Guatemala

Die Kirche La Merced in Antigua Guatemala ist der besterhaltene Barockbau der alten Hauptstadt des Landes. Sie war die Hauptkirche des im Jahre 1218 von Petrus Nolascus im Königreich Aragón gegründeten Mercedarier-Ordens im 1609 von der spanischen Krone geschaffenen Generalkapitanat von Guatemala.

## Geschichte
Die Kirche La Merced wurde im Jahre 1767 fertiggestellt und geweiht, doch bereits sechs Jahre später, am 29. Juni 1773, zerstörte ein Erdbeben die gesamte Stadt, die daraufhin auf Anordnung des spanischen Königs verlegt werden musste. La Merced war die einzige Kirche, die das Erdbeben trotz Beschädigungen und Rissen überstand; allerdings wurden die angrenzenden Klostergebäude beinahe vollständig zerstört. Die unversehrt erhaltenen Barockaltäre wurden im Jahr 1815 im Rahmen einer feierlichen Prozession in die erst 1813 geweihte Mercedarier-Kirche in Guatemala-Stadt transferiert.

## Architektur

### Kirche
Die von vegetabilischen Stuckornamenten überzogene Fassade mit ihren markanten Doppelsäulenpaaren wird von zwei mächtigen, aber gedrungen wirkenden Türmen flankiert, deren unterer Teil – wie bei vielen spanischen Barockkirchen – nahezu schmucklos gestaltet ist; die beiden oberen Geschosse zeigen dafür umso reicheres Baudekor. In einer Nische im Giebelfeld der Fassade steht der Ordensgründer Petrus Nolascus begleitet von zwei Ordensbrüdern. Das nur etwa 12 Meter hohe Innere der Kirche ist einschiffig und gewölbt; die Vierung wird von einem durchfensterten Tambour und einer Kuppel überhöht. An den Wänden stehen mehrere Altarretabel des 19. und 20. Jahrhunderts.

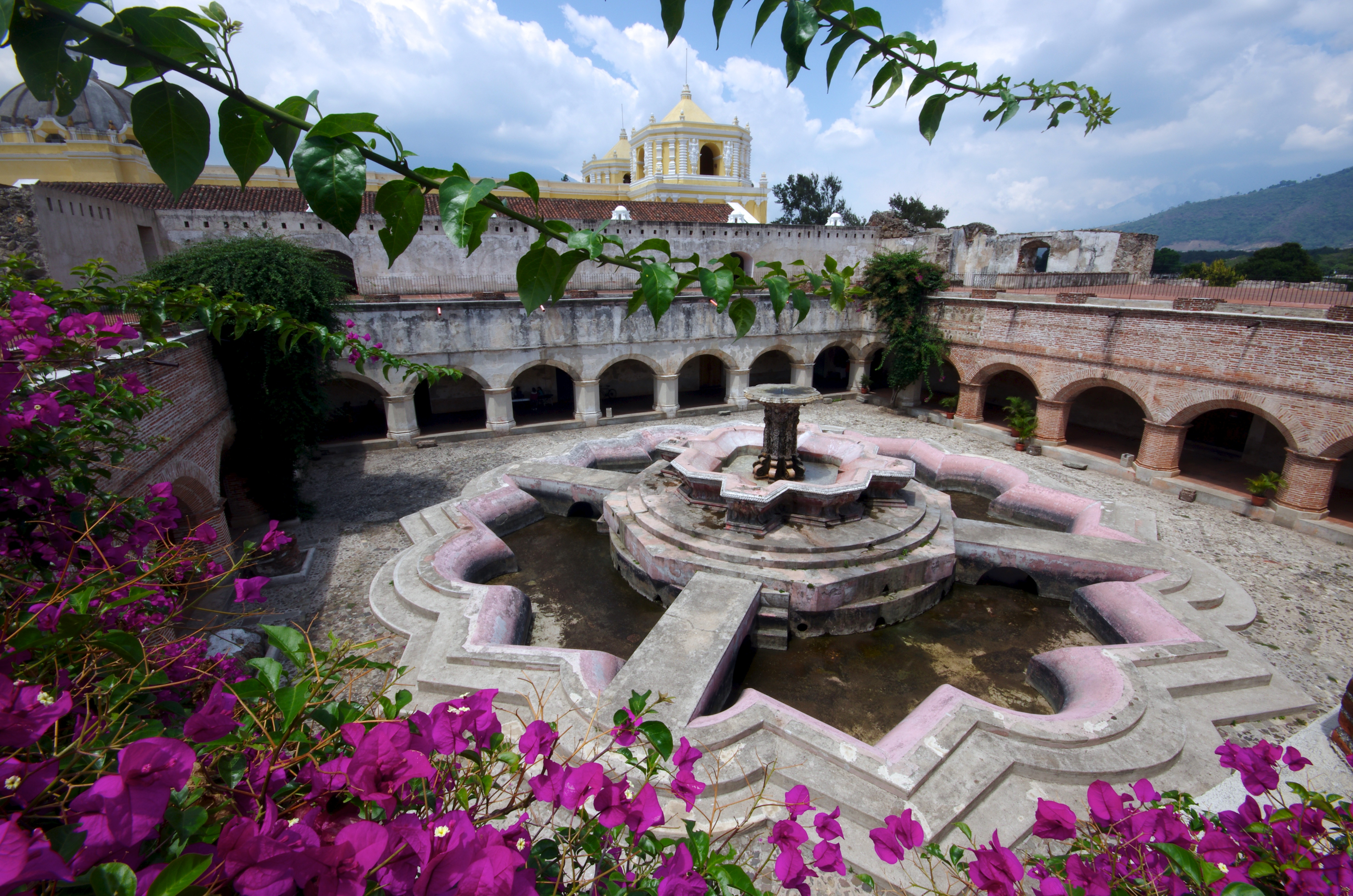
Kreuzgang mit Brunnen

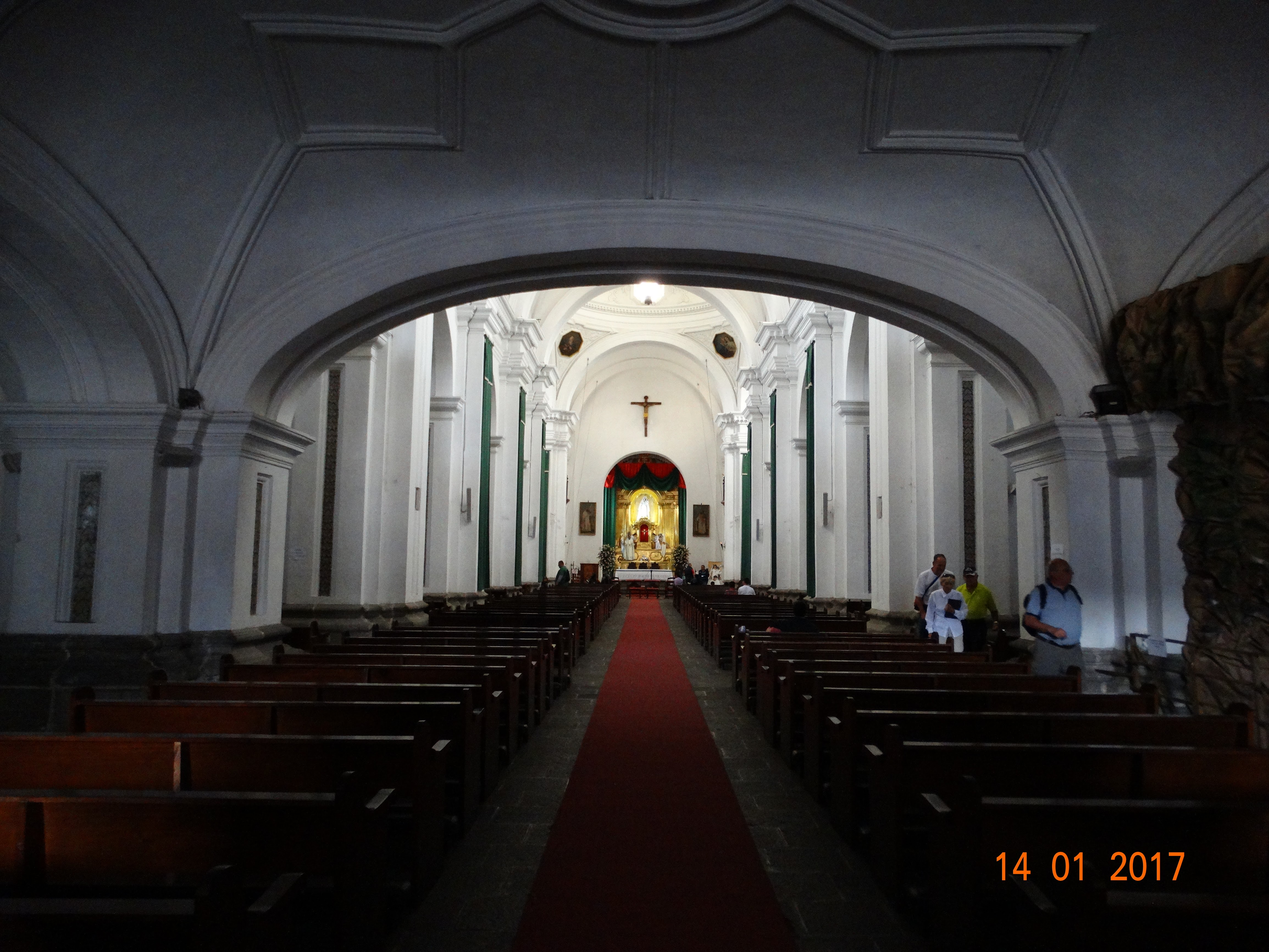
La Merced (Innenansicht)

### Kreuzgang
Die riesige Fläche des Kreuzgangs ist umgeben von teilweise rekonstruierten Arkaden mit oktogonalen Pfeilern und Segmentbögen. In der Mitte befindet sich eine gewaltige Brunnenanlage in Form eines gotischen Vielpasses mit einem Durchmesser von 27 Metern, deren erhöhter Mittelteil mit einer kleinen Brunnenschale über drei kurze Brückenstege erreichbar ist; es wurde vermutet, dass der untere Teil ehemals als Fischzuchtbecken diente. Der Brunnen wurde im Jahr 1944 aus dem völlig zerstörten Kreuzgang des Klosters San Francisco hierher gebracht und restauriert.

## Karwoche

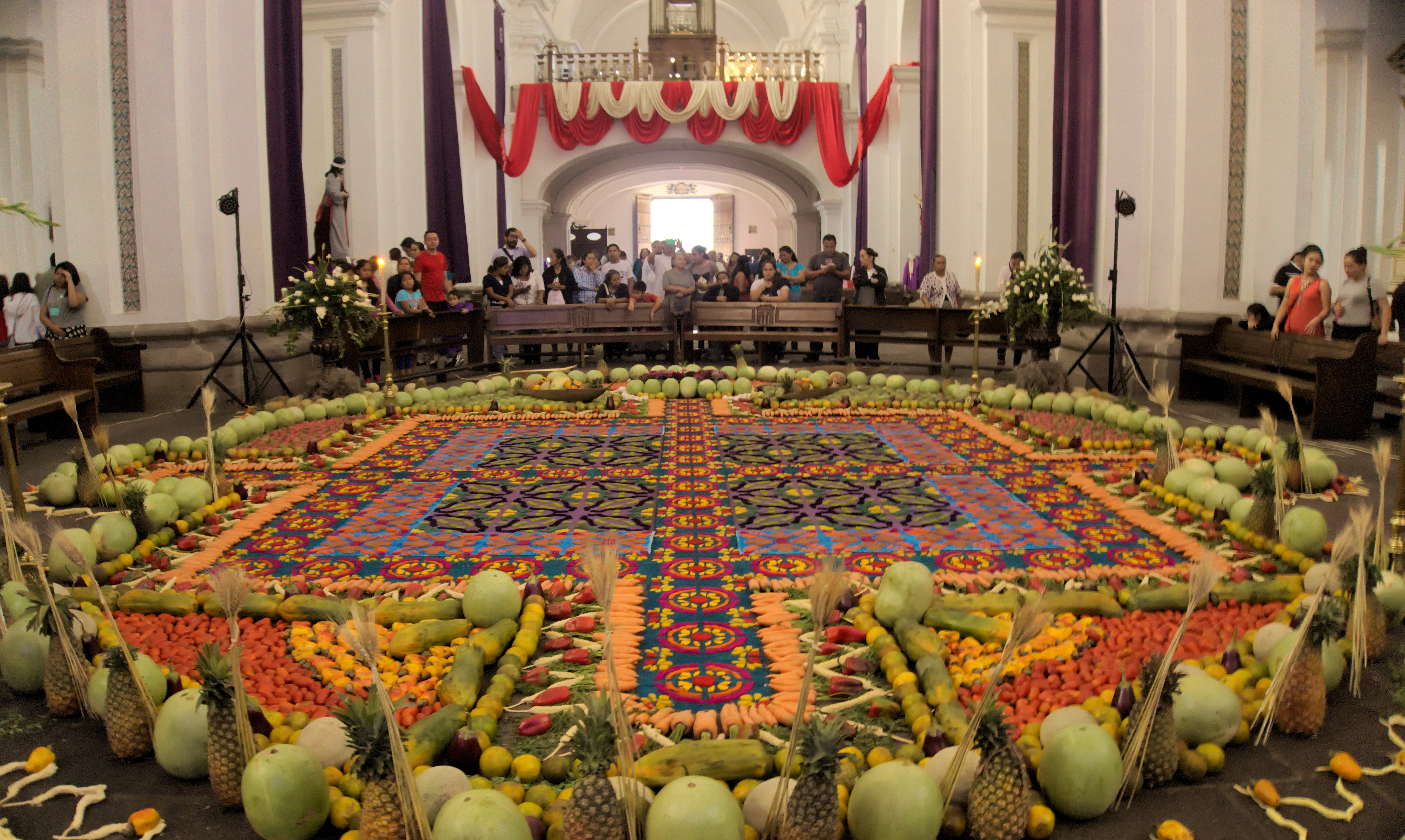
In La Merced aus kolorierten Sägespänen gelegter Teppich, verziert mit Früchten und Gemüse, während der Karwoche 2016

Karwochenprozessionen sind eine der touristischen Hauptattraktionen von Antigua Guatemala. Von der Kirche La Merced starten zwei dieser Prozessionen ihren Weg durch die Straßen der Stadt:
| Tag         | Skulptur                        | Uhrzeit           |
| ----------- | ------------------------------- | ----------------- |
| Palmsonntag | Jesús Nazareno de la Reseña     | 11:00 – 23:00 Uhr |
| Karfreitag  | Jesús Nazareno de la Penitencia | 4:00 – 15:00 Uhr  |